# Nancy-Strasbourg
Nancy-Strasbourg est une course cycliste française, organisée de 1936 à 1976 entre Nancy en Meurthe-et-Moselle et Strasbourg dans le Bas-Rhin.

## Palmarès
| Année     | Vainqueur             | Deuxième              | Troisième             |
| --------- | --------------------- | --------------------- | --------------------- |
| 1936      | Alphonse Antoine      | Roger Poutot          | Henri Tétard          |
| 1937      | Paul André            | Jean Tomczak          | Frédéric Mumbach      |
| 1939      | Antoine Pompillo      | Serino Mantovani      | Panier                |
| 1940-1945 | Pas organisé          | Pas organisé          | Pas organisé          |
| 1946      | Théodore Furnstein    | Serino Mantovani      | André Roth            |
| 1947      | Gilbert Bauvin        | Marcel Dietenbeck     | Alfred Rettig         |
| 1948      | Michel Rabut          | René Ostertag         | Jean-Pierre Munch     |
| 1949      | René Ostertag         | Roger Bon             | Jean-Pierre Munch     |
| 1950      | Théodore Furnstein    | Émile Haag            | François Cocomeri     |
| 1951      | Guido Anzile          | Ugo Anzile            | Antoine Frankowski    |
| 1952      | Jean-Pierre Munch     | Roger Roser           | Émile Haag            |
| 1953      | Bruno Modenese        | Pierre Lambolez       | Paul Munch            |
| 1954      | Bruno Modenese        | René Goetz            | Raymond Reisser       |
| 1955      | Roger Roser           | Paul Munch            | Pierre Lambolez       |
| 1956      | Bernard Linder        | Pierre Lambolez       | Albert Schillinger    |
| 1957      | Léon Antoine          | Bernard Linder        | Pierre Lambolez       |
| 1958      | Albert Schillinger    | Jean-Louis Grunewald  | Jean-Claude Bittinger |
| 1959      | Pierre Doering        | Jean-Louis Grunewald  | Benito Bonacci        |
| 1960      | Mario Zuliani         | Raymond Reisser       | Bruno Modenese        |
| 1961      | Raymond Reisser       | Gérard Lhoste         | Robert Fuhrel         |
| 1962      | Guido Anzile          | Raymond Reisser       | Roger Cailleux        |
| 1963      | André Zimmermann      | Charly Grosskost      | Jean-Marie Clauss     |
| 1964      | Bernard Hergott       | Paul Berné            | Maurice Jacquot       |
| 1965      | Robert Bischoff       | Robert Walter         | Maurice Koehler       |
| 1966      | Philippe Manz         | Jean-Claude Monteille | Jean-Claude Noo       |
| 1967      | Albert Schillinger    | René Goetz            | Bernard Himbert       |
| 1968      | Jean Grosjean         | Marc Chocquert        | Roger Cailleux        |
| 1969      | Jean-Pierre Boulard   | Claude Duterme        | Bernard Janson        |
| 1970      | Alain Schmitt         | Bernard Janson        | Robert Hiltenbrand    |
| 1971      | Robert Fuhrel         | Jean-Claude Grosskost | André Arnould         |
| 1972      | Lucien Zanchetta      | Jean-Claude Grosskost | Jean-Pierre Puccianti |
| 1973      | Bernard Janson        | Jean-Paul Cornette    | Gérard Brénon         |
| 1974      | Herbert Spindler (de) | Harald Sütterlin (de) | Willy Day             |
| 1975      | Charly Grosskost      | Alain Renard          | Herbert Spindler (de) |
| 1976      | Charly Grosskost      | Gérard Thuet          | Jean-Jacques Carnet   |